# The Sims 2: Studentliv
För andra betydelser, se Studentliv (olika betydelser).
The Sims 2: Studentliv (engelska:University) är det första expansionspaketet till The Sims 2 och släpptes den 10 mars 2005 i Sverige. I spelet kan man skicka iväg sina tonårssimmar till universitetet, där de från tonåringar växer upp till den nya åldern "ungdomar". Om man inte vill att simmarna ska åka till universitetet går det även att låta dem stanna hemma. Väl på universitetet kan ungdomssimmarna välja ett program. Universitetstiden är indelad i terminer, och för varje termin ska man nå upp till ett terminsmål. Om man inte når upp till det kan man bli utslängd från universitetet.
Förutom den nya åldern i spelet har det också tillkommit en ny spelbar varelse, nämligen Zombie. Det finns även cheerleaders och professorer. Simmarna kan även bilda band, framföra hejaramsor och ordna sportpartyn.